# Подемос
Подемос ( преведено са шпанског језика као "Можемо")је левичарска странка у Шпанији.
Странка је основана у марту 2014 године након 15-М Покрета протеста против неједнакости и корупције од политиколога Пабла Иглесиаса, који представља странку у Европском парламенту. То је левичарска популистичка странка која тражи да се бави проблемима неједнакости, незапослености и економских недаћа које су уследиле непосредно након европске дужничке кризе. Подемос је позвао на преговоре мера штедње и настоји да умањи Лисабонски споразум.
Подемос је друга највећа политичка партија у Шпанији по броју чланова након Народне странке (ПП); је постала трећа највећа странка у првих 20 дана је дозвољено чланство, са 100.000 потписа у том периоду, и њено чланство је порасло на више од 389.000.
На изборима за Европски парламент 25. маја 2014. године 2014., Подемос је добила 7,98% националних гласова, са 1.200.000 гласова, бира пет чланова Европског парламента (МЕП). На изборима за национални парламент 20. децембра, 2015, Подемос је добила 21% гласова и постала трећа највећа странка у парламенту, са 69 од 350 места.

## Историја
Фондација
Подемос је дошао непосредно након Индигнадос покрета против неједнакости и корупције у 2011. години. Његово порекло се може наћи у манифесту Мовер Фицха: Цонвертир резултате индигнацион ср курс политичко, [17] представљен током викенда од 12 до 13 јануара 2014. године, који су потписали тридесет интелектуалаца и личности, као што су Јуан Царлос Монедеро, ванредни професор политичких наука на универзитету Цомплутенсе у Мадриду (УЦМ); глумац Алберто Сан Хуан; Јаиме пастор, професор политичких наука на Националном универзитету у образовању на даљину (УНЕД); писац и филозоф Сантјаго Алба Рико; бивши лидер Лево Синдиката Тренутни Цандидо Гонзалез ЦАРНЕРО; и Бибиана Медиалдеа, ванредни професор примењене економије на УЦМ. Овај манифест је тврдио да је неопходно да направите листу странке за изборе за Европски парламент те године, са циљем супротстављања доминантној политици ЕУ са леве стране . Иако он није био један од потписника документа, 14. јануара је објавио да Пабло Иглесиас, професор политичких наука на УЦМ и ТВ водитељ, био је на челу покрета. Покрет је организовала странка анти-капиталистички Лева (Изкуиерда Антицапиталиста), шпански део троцкистичког Четврте Интернационале, који је написао Мовер Фицха манифест у својој интерној документацији, пројектовање фазе да бисте покренули нови покрет. Једна од тачака коју је истакао Иглесиас је одступање од 135. члана Устава (који је остварен у 2011. години од стране великих странака народне партије (ПП) и шпанских Социјалистичка радничка партија (ПСОЕ)); пуна примена 128. члан Устава ("Сво богатство земље у свим њеним облицима и без обзира ко га поседује, је подређено интересу грађана"); и одржавање абортуса. Они су такође тражили да Шпанија изађе из НАТО-а, као и подршка права за самоопредељење.
Подемос покрет је званично покренут 16. јануара 2014. године у Театро де Баррио, у насељу Лавапиес Мадрида. Конференција за штампу је дата, уз присуство више стотина особа, а у којем Пабло Иглесиас, Хуан Карлос Монедеро; УСТЕА синдикалистичке, активиста Пунто Верде и анти-капиталистички члан Тереса Родригуез; психијатар и члан Мареа Бланца, Ана Цастано; истраживач и аналитичар Иниго Еррејон, друштвени активиста Мигел урбани, милитантна и носилац листе Лево анти-капиталистичког Странка за Мадрид на општим изборима 2011. године. Њен основни циљ је био да се супротставе политици штедње које се примјењују.
Европски избори 2014
Дана 25. маја 2014. године Подемос ушао са кандидатима на изборима за Европски парламент 2014. са 7,98% националних гласова и тако добила пет мјеста од 54. Посланици Европског парламента ове странке се придружују Европској левица-Нордиц Греен Лефт (ГУЕ / НГЛ) група.
Што се тиче избора Пабло Иглесиас је описан као песимиста од Ел Паис: "Изгубили смо ове европске изборе. Они су освојили од Народне странке. Не можемо бити срећни због овога. "Он је изјавио да је његов циљ да" крену напред док не баци ПП и ПСОЕ ван снаге. Ми ћемо сада радити са другим странкама са југа Европе да се зна јасно да ми не желимо да будемо немачка колонија. Иглесиас је рекао да Подемос Посланици Европског парламента не би стандардну МЕП плату више од 8.000 € месечно, наводећи да" ни један од наших из Европског парламента неће зарадити више од 1.930 € , што је износ који је три пута више од износа минималне зараде у Шпанији ".
Општински избори 2015
У октобру 2014. године, Подемос је одлучио да не стоји директно на општинским изборима у Шпанији маја 2015. године. Уместо тога, одлучено је да ће њени чланови да подржавају локалне народне кандидатуре, пре свега Гуанием Барселона, платформа грађанин ће предводити анти-исељења активистички Ади Цолау у Барселони и Мадриду Ахора, коју предводи бивши судија Мануела цармена, у Мадриду.
Национални избори 2015
На изборима за национални парламент 20. децембра, Подемос је достигао 20,65% гласова и постао трећа највећа странка у парламенту после конзервативне Народне странке са 28,71% и шпанске Социјалистичке партије радничке са 22,02%. У новом парламенту Подемос ће имати 69 од 350 места. Овај резултат је окончан традиционални двопартијским системом Шпаније.

## Полисе
Подемос је представио заједнички писани програм на европским изборима 2014. Неки од најважнијих полиса су:
- Економски опоравак: са акцентом на јавну контролу, смањење сиромаштва и социјалног достојанства преко основног прихода за свакога. То укључује контролу лобирања и казнене мере против избегавања пореза од великих корпорација и мултинационалних организација, као и промовисање мањих предузећа.
- Промовисање слободе, једнакости и братства: да разбије баријере широм Европе и омогућава људима да заарађују поштено и слободно без обавештајни или друштвене стигме.
- Редефинисање суверенитета: укида или брани Лисабонски споразум, напустивши меморандуме о разумијевању, повлачење из неких споразума о слободној трговини, као и промовисање референдума за сваку велику уставну реформу.
- Лечење животне средине: понуда са смањењем потрошње фосилних горива, промовисање јавног превоза и обновљивих извора енергије, смањење индустријских готових усева за пољопривреду, и подстицање локалне производње хране од стране малих и средњих предузећа.

## Белешке
У другом шпанском језику име Подемос је следеће:
- Basque: Ahal Dugu, IPA: [(a.)al du.ɣu]
- Catalan: Podem, IPA: [puˈðɛm] or [poˈðɛm]
- Galician: Podemos, IPA: [poˈðɛmos]